# Чэнь Чжаося
Чэнь Чжаося (кит. трад. 陳朝霞, упр. 陈朝霞, пиньинь Chén Zhāoxiá; род. 25 апреля 1975, Гуанхань, Сычуань) — китайская хоккеистка на траве, полевой игрок. Серебряный призёр летних Олимпийских игр 2008 года, участница летних Олимпийских игр 2000 и 2004 годов, бронзовый призёр чемпионата мира 2002 года, бронзовый призёр чемпионата Азии 2007 года, двукратная чемпионка летних Азиатских игр 2002 и 2006 годов, бронзовый призёр летних Азиатских игр 1998 года.

## Биография
Чэнь Чжаося родилась 25 апреля 1975 года в китайском уезде Гуанхань округа Вэньцзян провинции Сычуань (сейчас городской уезд городского округа Дзян).
Играла в хоккей на траве за команду провинции Сычуань.
В составе женской сборной Китая трижды выигрывала медали хоккейных турниров летних Азиатских игр: бронзу в 1998 году в Бангкоке, золото в 2002 году в Пусане и в 2006 году в Дохе.
В 1998 году участвовала в чемпионате мира в Утрехте, где китаянки заняли 11-е место. Забила 1 мяч.
В 2000 году вошла в состав женской сборной Китая по хоккею на траве на летних Олимпийских играх в Сиднее, занявшей 5-е место. Играла в поле, провела 7 матчей, мячей не забивала.
В 2002 году завоевала бронзовую медаль чемпионата мира в Перте. Забила 4 мяча, став лучшим снайпером команды на турнире.
В 2004 году вошла в состав женской сборной Китая по хоккею на траве на летних Олимпийских играх в Афинах, занявшей 4-е место. Играла в поле, провела 6 матчей, мячей не забивала.
В 2006 году участвовала в чемпионате мира в Мадриде, где китаянки заняли 10-е место. Мячей не забивала.
В 2007 году завоевала бронзовую медаль чемпионата Азии в Гонконге.
В 2008 году вошла в состав женской сборной Китая по хоккею на траве на летних Олимпийских играх в Пекине и завоевала серебряную медаль. Играла в поле, провела 4 матча, мячей не забивала.
Четырежды выигрывала медали Трофея чемпионов — золото в 2002 году в Макао, серебро в 2003 году в Сиднее и в 2006 году в Амстелвене, бронзу в 2005 году в Канберре.